# Harrespil

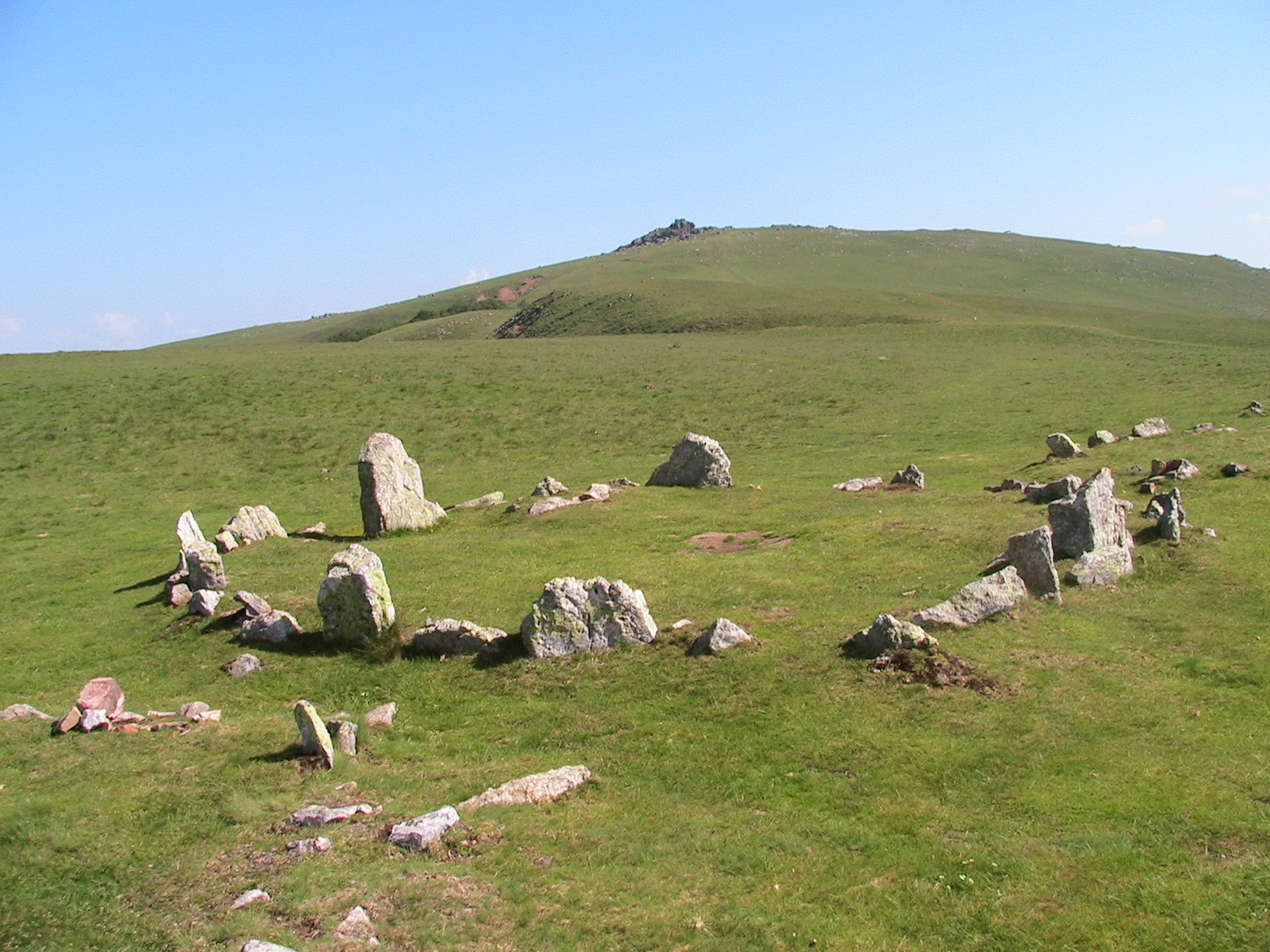
Harrespil d'Okabe à Lecumberry (Pyrénées-Atlantiques)

Harrespil (/hareʂpil/) est le nom basque, pouvant être traduit par « cercle de pierres », donné aux petits cromlechs qui abondent sur les reliefs pyrénéens, notamment au Pays basque.
On les appelle également baratz, mot signifiant "jardin" et traditionnellement appliqué aux nécropoles préhistoriques.

## Description
Rassemblés en nécropoles de 5 à 20 spécimens, ces monuments funéraires datent de l'Âge du bronze tardif (à partir de 1200 av. J.-C. environ). Leur construction s'est prolongée durant l'Âge du fer.
Ce type de sépulture se distingue des précédentes par le recours à la crémation, typique des mouvements sorothaptiques.
Plus spectaculaire par son agencement que par la taille des pierres, le harrespil est constitué d'un cercle de pierres entourant un réceptacle pour les cendres. Ce cercle est constitué de dalles verticales ou d'une murette, assemblage de petites dalles imbriquées formant une sorte d'enceinte. Son diamètre est variable, souvent de l'ordre de 5 à 6 m. 
Enterré à l'intérieur, un réceptacle est aménagé pour recueillir les cendres. Certains harrespils disposent d'un coffre rectangulaire en lauzes, d'environ un mètre par 60 cm, constitué de 4 dalles latérales et d'une dalle de couverture. On dénombre en tout jusqu'à 8 types de ciste différents. 

## Harrespil et tumulus
Ces monuments ont coexisté avec des tumulus, plus grands, abritant également une ciste à incinération, mais entourée de pierres en vrac. 
Leurs architectures se sont parfois combinées, comme à Zaho II où le harrespil est enfoui sous un tumulus, délimité par un second cercle de pierre. D'autres, comme Millagate IV, ne présentent que le cercle extérieur formant un grand harrespil (environ 10 m) dont la partie centrale est recouverte d'un amas de terre. 

## Destination
Les résidus de crémation correspondent à des hommes adultes. Si le harrespil-tumulus Millagate IV contient les restes d'un individu entier, on ne retrouve dans les autres qu'au mieux une poignée ou deux de cendres.
On remarque également que ces monuments se trouvent en montagne, sur des crêtes à 1 000 m d'altitude en moyenne, et non près des villages. On en déduit qu'il s'agit plus d'épitaphes érigées en l'honneur de personnalités, que d'authentiques sépultures.
La diffusion de ces harrespils, des Pyrénées basques à l'Andorre, et leur maintien en activité jusqu'à peu avant la romanisation, suggère que ces rituels funéraires étaient restés la marque des souverains des pays vascons.
Leurs constructeurs sont ceux-là mêmes qui tenaient les gaztelu zahar et autres oppidums du piedmont pyrénéen, dont ils sont peut-être la sublimation.